# Jan Szczypka

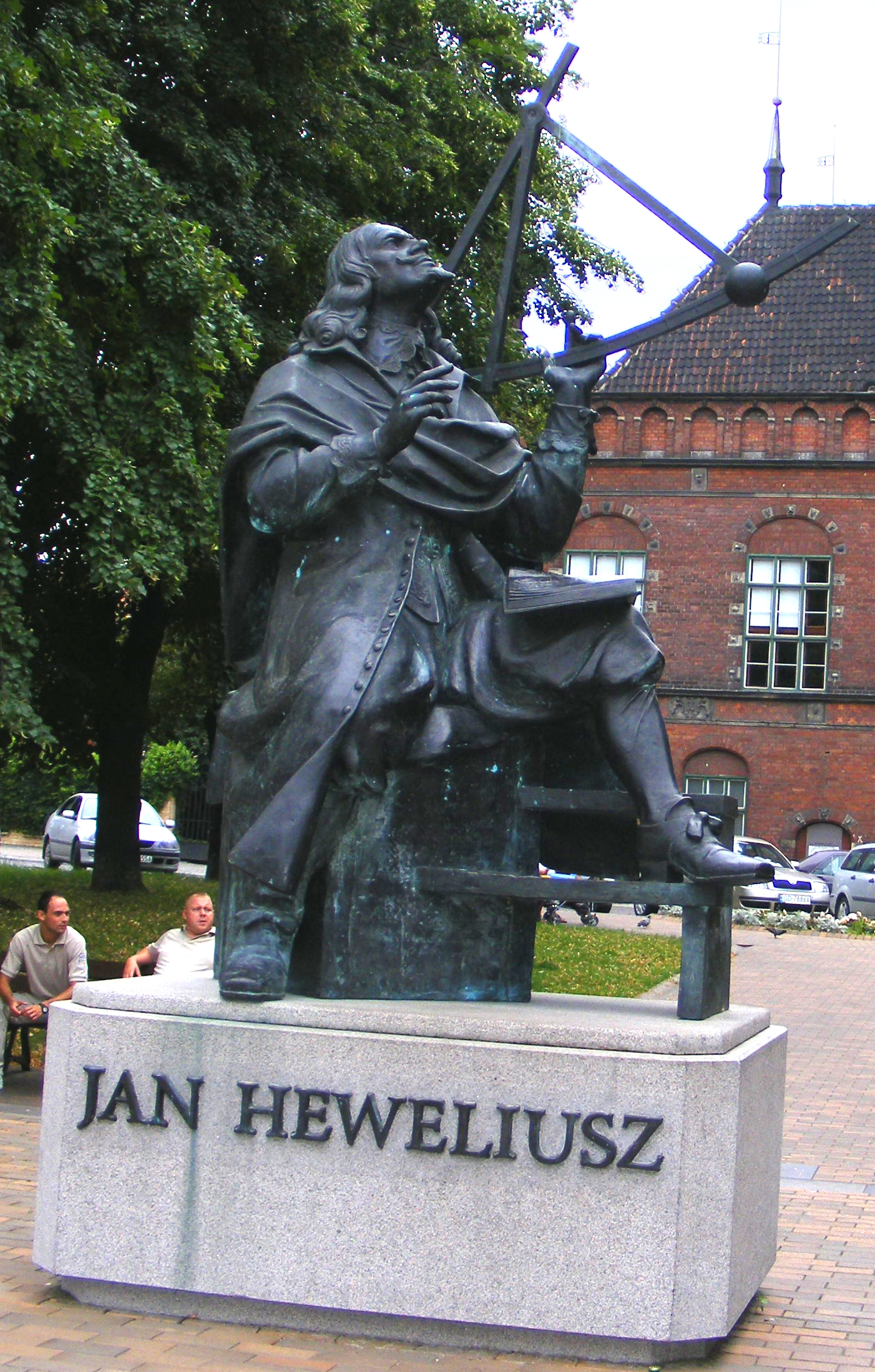
Pomnik Jana Heweliusza w Gdańsku autorstwa Jana Szczypki

Jan Szczypka (ur. 11 lutego 1962 w Jordanowie) – polski rzeźbiarz, profesor gdańskiej ASP.

## Życiorys
Ukończył w 1982 Państwowe Liceum Sztuk Plastycznych im. Antoniego Kenara w Zakopanem. Studia na Wydziale Rzeźby w Państwowej Wyższej Szkole Sztuk Plastycznych (ASP) w Gdańsku, dyplom (1987) w pracowni prof. Janiny Stefanowicz-Schmidt. Pracuje na Wydziale Rzeźby Akademii Sztuk Pięknych w Gdańsku; w pracowni Medalierstwa i Małych Form Rzeźbiarskich. W latach 2000–2007 wspólnie z organizacją Alabama Art Casting z USA, zorganizował VII edycji Międzynarodowych Warsztatów Odlewniczych w ASP w Gdańsku. Twórca wielu medali i statuetek dla pomorskich instytucji.

## Pomniki w Polsce
- 2006: Pomnika Jana Heweliusza w Gdańsku.

## Ważniejsze wystawy
Uczestnik kilkudziesięciu wystaw i konkursów w kraju i za granicą m.in.
- 1992 – Wystawa „Między Światem i Tajemnicą” - Bruksela - Belgia
- 1994 – Gdańska Aawangarda II - Norderstedt - Niemcy
- 2000 – Wystawa zbiorowa „Malarstwo, grafika, fotografia, rzeźba” - Oedheim - Zamek - Niemcy
- 2001 – Snow - sculptures - international competition - Livigno - Włochy
- 2006 – V Międzynarodowa Konferencja i Warsztaty Odlewnicze – Ironbridge · Coalbrookdaile – Anglia

## Nagrody i wyróżnienia
- 1988 – I nagroda za cykl rzeźb · „ Dyplom 87” Zachęta · Warszawa
- 1988 – Nagroda Fundacji Kultury Polskiej
- 1989 – Brązowy medal na VII Biennale Małych Form Rzeźbiarskich · Poznań
- 1990 – Nagroda Prezydenta Miasta Gdańska na Triennale Sztuki Gdańskiej
- 1991 – wyróżnienie na VIII Biennale Małych Form Rzeźbiarskich Poznań
- 1994 – wyróżnienie „ Młoda Rzeźba Gdańska” · Gdańska Galeria Rzeźby ZAR · Gdańsk
- 2003 – Grand Prix z zespołem w Konkursie Rzeźby w śniegu III edycja · Galeria EL · Elbląg
- 2004 – I nagroda w konkursie na medal z okazji 550 rocznicy powrotu Gdańska i Pomorza do Rzeczypospolitej
- 2004 – I nagroda w ogólnopolskim konkursie na Pomnik Jana Heweliusza w Gdańsku - realizacja
- 2017 – Nagroda Prezydenta Miasta Gdańska w Dziedzinie Kultury z okazji jubileuszu 30-lecia pracy artystycznej[1]
- 2022 – Nagroda Prezydenta Miasta Gdańska w Dziedzinie Kultury z okazji jubileuszu 35-lecia pracy twórczej[1]